# 霍亨索伦-海格洛赫
霍亨索倫-海格洛赫（德語：Hohenzollern-Haigerloch），是霍亨索伦王朝士瓦本系的一個小支系。
1191年至1192年索伦伯爵弗里德里希三世与纽伦堡伯爵（Burggraf von Nüremberg）拉布斯家族联姻，成为纽伦堡伯爵弗里德里希一世。他的两个儿子分割领地，康拉德三世获纽伦堡伯爵领地。弗里德里希四世获士瓦本的原领地，从而形成信奉新教的法蘭克尼亞系和信奉天主教的士瓦本系两支。
1576年，霍亨索伦士瓦本系卡爾一世的兒子分为霍亨索伦-黑兴根、霍亨索伦-锡格马林根和霍亨索伦-海格洛赫三個支系，均被封為伯爵(黑兴根與锡格马林根兩系後晉封親王)。初代海格洛赫伯爵為卡爾一世第九子克里斯托夫。1634年，海格洛赫系绝嗣，由锡格马林根系繼承爵位，形成共主邦聯。
1681年，进行第二次分封，錫格馬林根親王邁因拉德一世第九子弗朗茨·安東繼承海爾格洛赫伯爵之位，1767年霍亨索伦-海格洛赫再次併入锡格马林根，末代伯爵是弗朗茨·安東次子弗朗茨·安東·克里斯托夫。

## 霍亨索伦-海格洛赫伯爵
- 1576年—1592年：克里斯托夫（Christof von Hohenzollern-Haigerloch），卡尔一世第六子
- 1592年—1620年：约翰·克里斯托夫（Johann Christoph von Hohenzollern-Haigerloch），克里斯托夫长子，无嗣
- 1620年—1634年：卡尔（Karl von Hohenzollern-Haigerloch），克里斯托夫次子，无嗣

1634年霍亨索伦-海格洛赫绝嗣，归于霍亨索伦-锡格马林根。                                                                                         

## 霍亨索伦-海格洛赫伯爵（第二次分封）
- 1681年—1702年：弗朗茨·安东（Franz Anton），迈因拉德一世第九子
- 1702年—1750年：斐迪南·利奥波德·安东（Ferdinand Leopold Anton），弗朗茨·安东长子
- 1750年—1767年：弗朗茨·安东·克里斯托夫（Franz Anton Christoph），弗朗茨·安东次子

1767年霍亨索伦-海格洛赫归于锡格马林根。